# Indice de Ripley
L’indice de Ripley « Ripley's K », créé par Brian Ripley, permet d'analyser les motifs de points, effectuer des tests d'hypothèses, estimer des paramètres et ajuster des modèles.

## Définition
La fonction {\displaystyle K(r)} est définie par 
où {\displaystyle \lambda } est le nombre d'évènements par unité de surface (densité).
plus formellement,
où {\displaystyle \mathrm {N} _{i}(r)} est le nombre de points / évènements dans un cercle de rayon {\displaystyle r} centré sur le point {\displaystyle i}.
On note : 
et
{\displaystyle H(r)} sert au test d'hypothèse de distribution de points agrégés en grappes (« cluster ») contre l'hypothèse d'une distribution aléatoire et uniforme.